# Miss 139

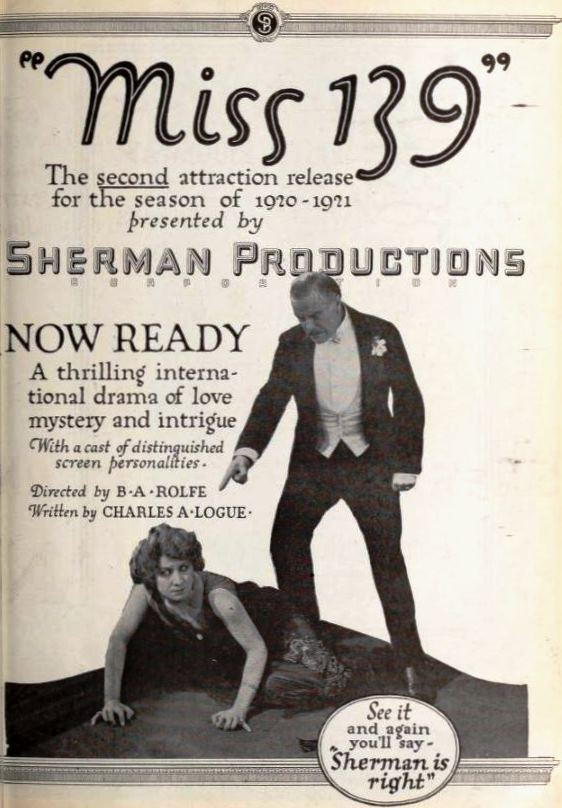
Annonce du film dans le magazine Exhibitors Herald.

Miss 139 est un film américain réalisé par B. A. Rolfe et sorti en 1921. Il met en vedette l'actrice d'origine suédoise Diana Allen qui faisait partie des Ziegfeld Girl.

## Synopsis
Une bande de faussaires de Greenwich Village à New York, dirigée par le professeur John Breede et soutenue par le banquier Martin Cardine, imprime des faux billets français pour un gang étranger. Yvonne La Rue, une émissaire connue sous le nom de "Miss 139" envoyée par le gang français pour récupérer l'argent, rencontre le capitaine Marlowe, un ex-soldat qui est revenu de France pour découvrir que Cardine a financièrement ruiné son père et épousé sa chérie Vera. Un membre du gang new-yorkais, amoureux d'Yvonne, tue Cardine et fait croire à Marlowe qu'il a lui-même commis le meurtre en état d'ébriété.

## Fiche technique
- Titres alternatifs : Amazing Lovers, The Amazing Lover[1]
- Réalisation : B. A. Rolfe
- Scénario : Charles Logue
- Producteur : A. H. Fischer
- Production : A. H. Fischer, Inc.
- Distributeurs : Jans Film Service, Sherman Productions Corporation
- Durée : 5 bobines[2]
- Date de sortie : 15 septembre 1921

## Distribution
- Diana Allen : Yvonne La Rue

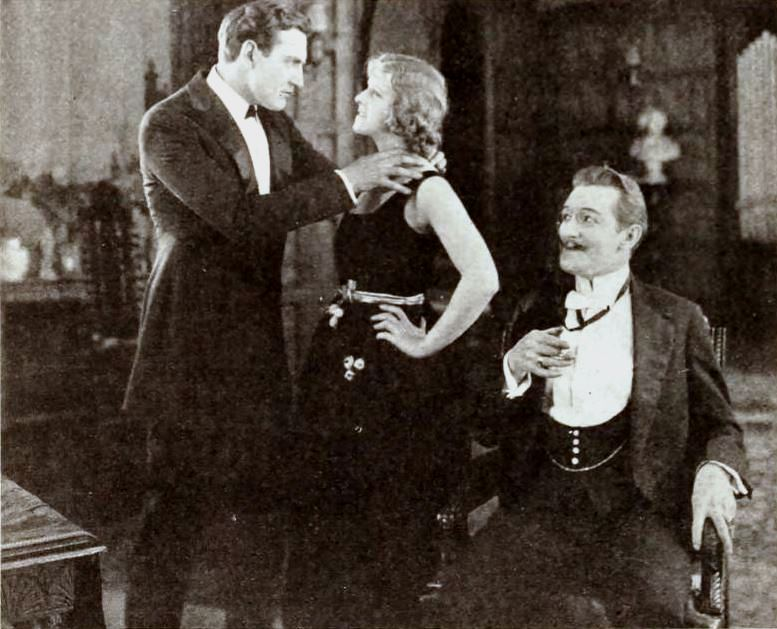
Eugene Strong, Diana Allen et Marc McDermott dans une scène du film.

- Marc McDermott : Professeur John Breede
- Eugene Strong : Captain Marlowe
- E. J. Ratcliffe : Martin Cardine
- Tatjana Irrah : The squirrel
- Sally Crute : Vera Cardine
- John L. Shine : Professor Apollo Cawber
- Gordon Standing : La Gendre
- James Ryan : Operative